# Yeumbeul Nord
Yeumbeul Nord ist eine Gemeinde (commune) im Département Keur Massar der Metropolregion Dakar, gelegen im zentralen Westen Senegals. Alle Gemeinden des Départements sind städtische Gemeinwesen, die durch den hohen Grad der Urbanisierung untereinander und mit anderen Nachbarkommunen baulich zusammengewachsen sind.

## Geografie
Yeumbeul Nord liegt im Nordosten des Flaschenhalses der Cap-Vert-Halbinsel. Das annähernd rautenförmig umgrenzte Stadtgebiet erstreckt sich zwischen dem Sandstrand der Grande-Côte im Norden über den Strandsee Lac Warouwaye bis zur Route de Boune im Süden, die zu dem alten Dorf Boune führt, das im Südosten zwischen dem Stadtgebiet und dem Forêt classée de Mbao liegt. Mit Ausnahme der überall verstreut liegenden überschwemmungsgefährdeten Senken, immerhin ist Yeumbeul Nord in den Feuchtgebieten der Niayes gelegen, ist das Stadtgebiet fast vollständig bebaut.
Das Stadtgebiet hat eine Fläche von 7,047 km². Der Grenzverlauf ist 2019 teilweise von einer Kommission zur Feststellung der Grenzen einiger der dortigen Gebietskörperschaften amtlich dokumentiert worden. Benachbart sind im Uhrzeigersinn Malika im Nordosten, Keur Massar Nord im Südosten, Yeumbeul Sud im Südwesten, sowie im Nordosten der Stadtbezirk Wakhinane Nimzatt der Nachbarstadt Guédiawaye.

## Geschichte
Yeumbeul war ursprünglich ein Nachbarort von Pikine und ging mit anderen Nachbarorten 1996, geteilt in die Stadtbezirke (commune d'arrondissement) Yeumbeul Nord und Yeumbeul Sud und zusammengefasst im Arrondissement des Niayes, in der Ville de Pikine auf. Angetrieben wurden diese Eingliederungen durch die von der Hauptstadt Dakar ausgehende und über Jahrzehnte hinweg sich immer mehr in den Osten der Hauptstadtregion ausbreitende und verdichtende Urbanisierung. Dank dieser Eingliederungen galt Pikine bei der Volkszählung 2013 noch vor der Hauptstadt Dakar als größte Stadt Senegals. Im Jahr 2014 erhielt Yeumbeul Nord, wie in Senegal alle communes d'arrondissement, den landesweit einheitlichen Status einer Gemeinde (commune).
Die immer dichter werdende Bebauung machte das von Senken und Feuchtgebieten durchzogene Stadtgebiet zunehmend anfälliger für schwere Überschwemmungen nach Starkregenereignissen. Diese traten seit 2005 mehrfach auf, und Tausende von Bewohnern mussten aus gefährdeten Zonen ausgesiedelt werden. Als es im September 2020 in weiten Teilen der nördlichen Stadtbezirke Pikines erneut zu katastrophalen Überschwemmungen kam, nahm der Präsident der Republik Macky Sall dies zum Anlass, das schwer betroffene Arrondissement des Niayes mit dem Décret n°2021-687 vom 28. Mai 2021 aus dem Département Pikine auszugliedern und daraus das Département de Keur Massar zu bilden. Zugleich wurden die von der Neubildung des Départements betroffenen Gemeinden aus der Großstadt Ville de Pikine ausgegliedert, die damit ihren Status als Millionenstadt verlor.

## Bevölkerung
Die letzten Volkszählungen ergaben für das Stadtgebiet jeweils folgende Einwohnerzahlen:
| Jahr | Einwohner |
| ---- | --------- |
| 1988 | …         |
| 2002 | 104.199   |
| 2013 | 168.379   |
| 2023 | 204.375   |

## Verkehr
Yeumbeul Nord liegt nördlich der Verkehrsachsen der Cap-Vert-Halbinsel, auf denen der West-Ost-Verkehr zwischen der Metropole Dakar und dem Rest des Landes fließt. Diesem Verkehr dienen die Nationalstraße N 1, ferner die Bahnstrecke Dakar–Niger und die mautpflichtige Autoroute 1.
In Yeumbeul Nord selbst dient die Route de Malika als Hauptverkehrsachse. Sie kommt aus Südwesten vom Gare de Thiaroye durch Yeumbeul Sud und führt nach Malika im Nordosten. Nach Norden zum Strand der Atlantikküste führt eine Zubringerstraße zur vierstreifigen Schnellstraße Voie de Dégagement Nord (VDN), die das Stadtgebiet entlang der Küste nach Westen mit Guédiawaye verbindet und über Cambérène, wo sich die Bauarbeiten verzögern, schließlich die Innenstadt von Dakar erreicht. Mit der Anschlussstelle 7 der Autoroute 1 hat das Stadtgebiet über die Route de Malika eine schnelle Verbindung in Westrichtung mit der Hauptstadt Dakar und in Ostrichtung verbindet ihn die Route de Boune über die Anschlussstelle 8 mit dem neuen internationalen Flughafen Dakar-Blaise Diagne.